# Metapetrocosmea
Metapetrocosmea, donedavno monotipski biljni rod iz porodice gesnerijevki čija je, tada jedina vrsta, zeljasta biljka M. peltata bila ograničena na kineski otok Hainan... Danas je u rod uključeno 11 vrsta iz Kine i Vijetnama.
Unatoč nazivu, nije usko povezana s Petrocosmea.

## Etimologija
Ime roda sastavljeno je od grčkog μετα, meta = s, između, usred, poslije, i generičkog imena Petrocosmea, nazvanog zbog sličnosti s tim rodom.

## Vrste
1. Metapetrocosmea alba X. R. Zheng, P. S. Zou & S. P. Dai
2. Metapetrocosmea cicatricosa (W. T. Wang) Yin Z. Wang & P. W. Li
3. Metapetrocosmea cycnostyla (B. L. Burtt) Yin Z. Wang & P. W. Li
4. Metapetrocosmea cyrtocarpa (D. Fang & L. Zeng) Yin Z. Wang & P. W. Li
5. Metapetrocosmea eberhardtii (Pellegr.) Yin Z. Wang & P. W. Li
6. Metapetrocosmea fasciculata (W. H. Chen & Y. M. Shui) Yin Z. Wang & P. W. Li
7. Metapetrocosmea minutihamata (D. Wood) Yin Z. Wang & P. W. Li
8. Metapetrocosmea peltata (Merr. & Chun) W. T. Wang
9. Metapetrocosmea poilanei (Pellegr.) Yin Z. Wang & P. W. Li
10. Metapetrocosmea serrata (F. Wen, N. T. Le & D. Dien) P. W. Li & F. Wen
11. Metapetrocosmea tamiana (B. L. Burtt) Yin Z. Wang & P. W. Li

## Sinonimi
- Deinostigma W.T.Wang & Z.Y.Li; Acta Phytotax. Sin. 30(4): 356 (1992)